# Chorizanthe diffusa
Chorizanthe diffusa Benth. – gatunek rośliny z rodziny rdestowatych (Polygonaceae Juss.). Występuje naturalnie w południowo-zachodnich Stanach Zjednoczonych – w Kalifornii. 

## Morfologia
PokrójRoślina jednoroczna dorastająca do 5–100 cm wysokości. Pędy są owłosione.
LiścieBlaszka liściowa liści odziomkowych ma odwrotnie lancetowaty kształt. Mierzy 3–20 mm długości oraz 1–4 mm szerokości. Ogonek liściowy jest owłosiony i osiąga 2–18 mm długości.
KwiatyZebrane w wierzchotki jednoramienne, rozwijają się na szczytach pędów. Okwiat ma dzwonkowaty kształt i barwę od białej do żółtawej, mierzy do 2–3 mm długości.
OwoceNiełupki o kulistym kształcie, osiągają 2–3 mm długości.

## Biologia i ekologia
Rośnie w lasach sosnowych, zaroślach oraz na łąkach. Występuje na wysokości do 800 m n.p.m. Kwitnie od kwietnia do lipca.